# Endorfin (együttes)
Az endorfin (korábban EndORFin) 2012 őszén Rozsnyón alapított felvidéki magyar alternatív rock zenekar. Alapítója Papp Viki.

## Történet
A zenekar örömzenélés céljával alakult a rozsnyói Pavol Jozef Šafárik Gimnázium falai között, megalakulása óta több tagcserén is átesett.

## Tagok
- Papp Viki – ének, gitár
- Hranyó Ádám - basszusgitár
- Rajkó Kevin – szólógitár, ének
- Ambrúzs Balázs – dob

## Diszkográfia
Albumok
- 2019 – Ontogenézis [1]

Kislemezek
- 2020 – ne/vess/meg
- 2020 – meztelen valóság